# Santuario di San Girolamo Emiliani
Il santuario di San Girolamo Emiliani, ufficialmente basilica di San Bartolomeo e San Girolamo Emiliani, è parrocchiale di Somasca, in provincia di Lecco e diocesi di Bergamo; è la basilica alla quale fa riferimento la congregazione dei chierici regolari di Somasca. 
Posta ai piedi del Sacro Monte di Somasca la basilica sorge sull'antica chiesa di San Bartolomeo, rifabbricata dai padri somaschi a partire dal 1592. La chiesa fu poi ampliata e migliorata lungo tutto il XVII secolo, altri interventi di sistemazione ampliamento avvennero nel 1893 e nel 1967. Nel 1959 fu elevata da papa Giovanni XXIII a basilica minore. 
La basilica è a tre navate e contiene la cappella della Madonna del Rosario sulla navata sinistra e la cappella di San Girolamo Emiliani sulla destra, dove sono contenuti lo scurolo e le reliquie del santo.

## Storia

### La chiesa di San Bartolomeo
Il santuario di San Girolamo Emiliano sorge sull'antica chiesa di San Bartolomeo, un'antica chiesa padronale officiata da un cappellano stipendiato delle famiglie dei Benaglio e degli Ondei. Nel 1566 il cardinale Carlo Borromeo visitò la Valle San Martino e Somasca, al momento della visita la chiesa, già consacrata, era di piccole dimensioni e conteneva oltre all'altare centrale e il fonte battesimale anche altri due altari laterali, in particolare quello destro era dedicato alla Pietà e il sinistro alla Beata Vergine Maria, mentre la pisside era contenuta in un tabernacolo di legno. Sopra la porta d'ingresso c'era una lunetta e su ogni lato della chiesa una porta e una finestra; il presbiterio era composto da un arco sostenuto da pilastri e sovrastato da una croce ferrea e la facciata era affiancata da due pilastri che sostenevano una campana ciascuno. Dietro la chiesa era presente un piccolo cimitero, dismesso solo nel 1815.

### Il santuario di San Girolamo Emiliani

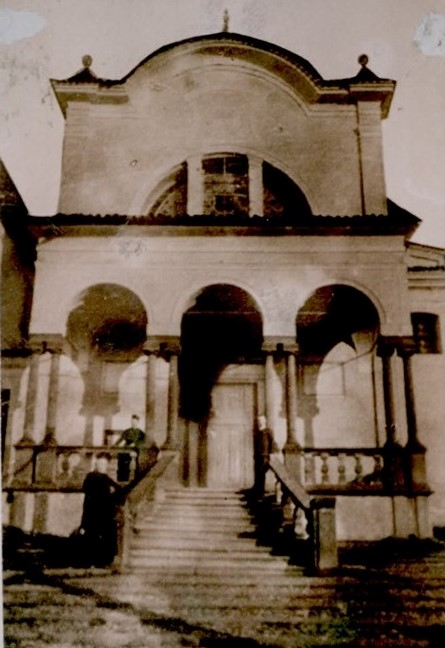
il santuario prima del restauro nel 1890

Con l'arrivo di san Girolamo Emiliani i chierici regolari di Somasca stabilirono nella chiesa di San Bartolomeo la loro sede e vi costruirono l'orfanotrofio, la scuola e il seminario. Nel 1566 in seguito alla visita pastorale il cardinale Carlo Borromeo su richiesta dei somaschi fondò la parrocchia di Somasca scorporandola da quella di Calolzio. Nel 1589 i Benaglio e gli Ondei rinunciano a pagare il parroco e donarono la chiesa ai padri somaschi che entrerà ufficialmente a far parte delle proprietà della congregazione nel 1592.
Divenuta di loro proprietà i somaschi collocarono all'interno della chiesa il corpo di Girolamo Emiliani e iniziarono sin da subito i lavori di restauro e miglioramento dell'edificio che portarono nel 1615 al completamento del campanile e nel 1620 al posizionamento dell'organo a canne. Nel 1626 Girolamo Emiliani fu eletto patrono di Somasca e dei comuni vicini, in vista della sua beatificazione nel 1641 il suo corpo fu traslato in uno scurolo ornato d'oro e chiuso da una lapide nera mentre la chiesa fu allungata e fu allestita una cappella dedicata all'Emiliani. il patrono fu poi beatificato nel 1747 da papa Benedetto XIV, nel 1751 le campane passarono da due a cinque, fu rinnovato l'organo e fu rifabbricata la cappella dedicata al santo che fu consacrata l'8 febbraio 1757. Con l'intensificarsi dei pellegrinaggi, nel 1761 si decise di costruire una scalinata affiancata da due muri per agevolare l'accesso alla basilica.
Il 13 maggio 1766 papa Clemente XIII pubblicò un decreto in cui si riconoscevano due miracoli a Girolamo Emiliani che fu poi canonizzato il 12 ottobre e per il quale fu fissata la festività al 20 luglio, anche se i somaschi continuarono a celebrarla anche l'8 febbraio, giorno della morte del santo, come da tradizione. Nel 1767 sulla facciata della chiesa ormai allungata fu dipinto lo stemma della congregazione e il pronao venne alzato e ornato da tre arcate mentre all'interno l'urna del santo fu definitivamente spostata nella cappella a lui dedicata. Di fronte alla nuova cappella di san Girolamo Emiliani, precedentemente dedicata alla Beata Vergine Maria, venne messo in posa un altare dedicato alla Madonna del Rosario. Le dimensioni della nuova chiesa nascondevano il campanile, così nel 1778 fu rialzato e vennero sostituite le tre campane rimaste. Con la nascita della Repubblica Cisalpina nel 1798 l'ordine dei somaschi fu soppresso, per poi essere ricostituito nel 1804 e tra il 1823 e il 1850 l'organo fu riparato più volte, per poi essere sostituito nel 1857 da Giuseppe Alchisio. Nel 1826 venne riportata per la prima volta la celebrazione della festa di san Girolamo con banchetti e fuochi artificiali nei pressi del castello dell'Innominato. Nel 1828 i parrocchiani di Somasca chiesero di passare al rito romano, ma la richiesta fu respinta dal vescovo di Bergamo Pietro Mola.

### I rifacimenti del 1892 e del 1967

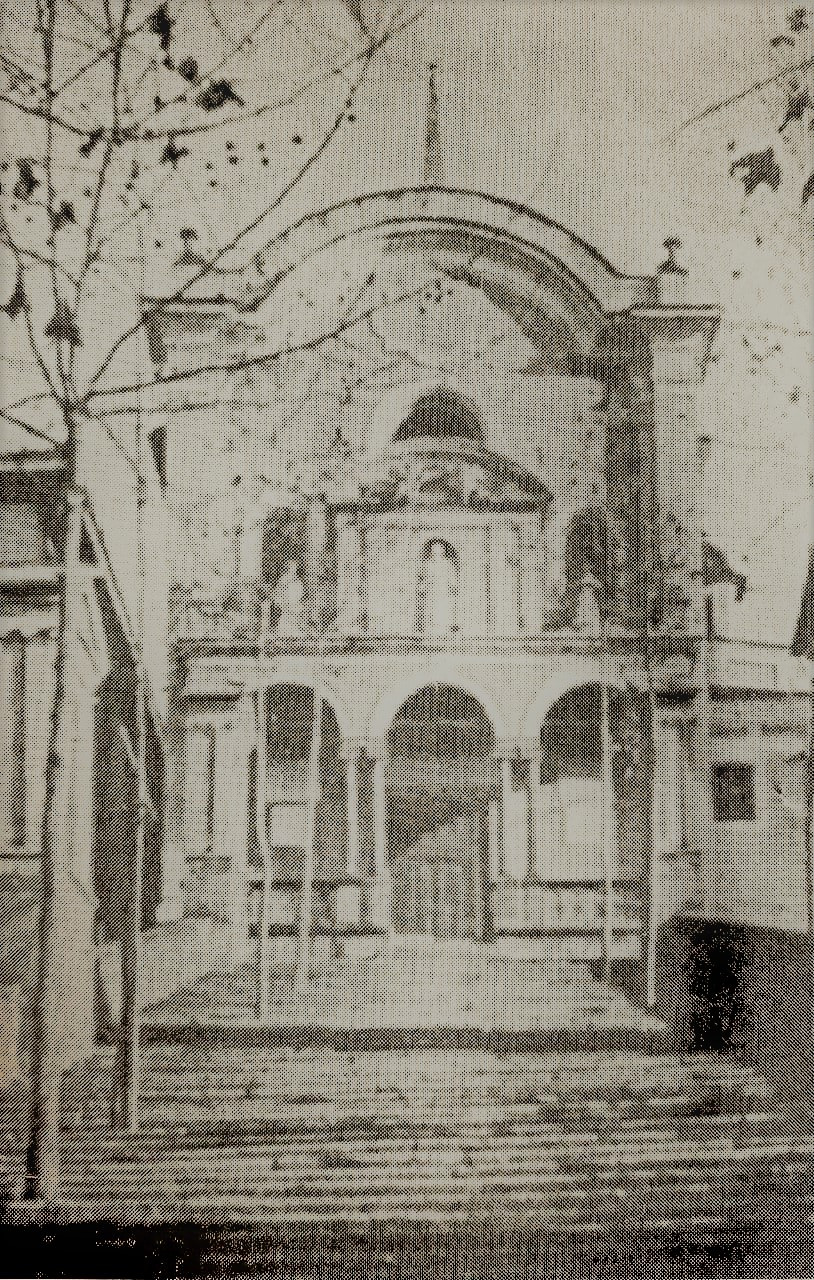
il santuario subito dopo il restauro del 1893

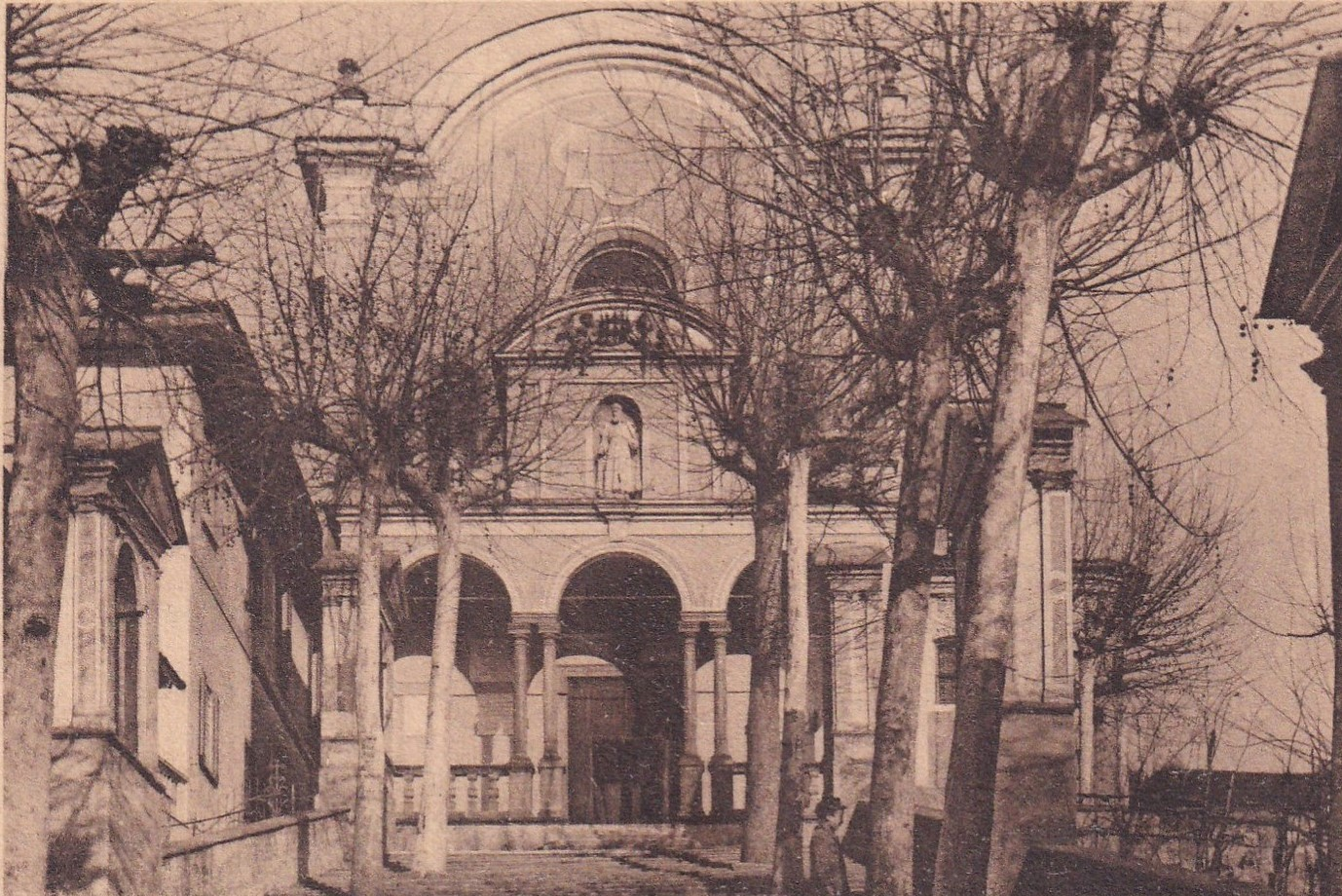
il santuario nel 1906

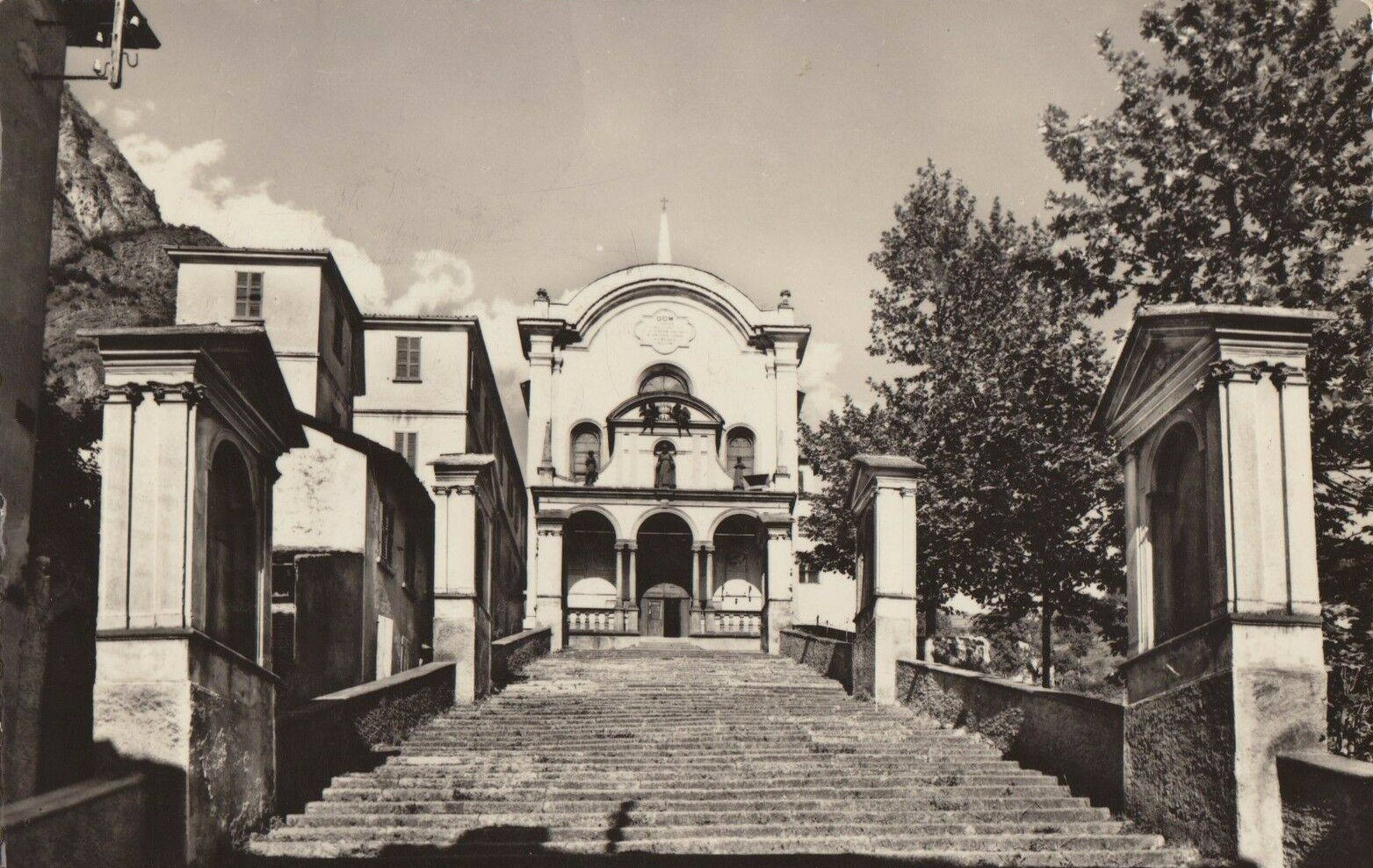
il santuario negli anni cinquanta

Il 24 aprile 1892 fu approvato il progetto di rifacimento della chiesa presentato da don Antonio Piccinelli e il 1º maggio fu celebrata una messa per inaugurare l'inizio dei lavori. Il 15 settembre 1893 papa Leone XIII conferì ufficialmente a san Girolamo Emiliani il titolo di compatrono di Somasca. Nel corso del 1893 i lavori mutarono l'aspetto della chiesa, innanzitutto sulla scalinata, a fianco dei platani piantati nel 1891 e rimasti in loco per trent'anni, furono erette sei edicole dipinte da Antonio Sibella raffiguranti importanti passaggi della vita del santo. All'interno la volta e il coro furono affrescati da Luigi Galizzi che eseguì anche l'affresco del battesimo di Gesù nel battistero, furono poi ingaggiati diversi stuccatori; tra questi Giuseppe Albera modellò col cemento le statue della facciata. La facciata fu abbattuta e, scavando per gettare le nuove fondamenta, i muratori trovarono numerose tombe appartenute ai padri somaschi risalenti al XVII secolo, fu inoltre salvato il pronao, la chiesa fu allungata e il pavimento abbassato di 40 cm. La nuova chiesa fu consacrata il 14 ottobre 1893 e le feste che ne seguirono durarono tre giorni.
Il 10 dicembre 1958 papa Giovanni XXIII emise il breve apostolico per elevare il santuario alla dignità di basilica minore, processo che si concluse solo il 5 febbraio 1959. Seguirono quindi alcune sistemazioni alla basilica, nel 1962 fu sistemata la cappella di san Girolamo e l'anno seguente venne rifatta la scalinata e furono così abbattute le edicole del Sibella. Nel 1967 la chiesa subì l'ultima grande trasformazione a opera dell'ingegnere Emilio Tenca, le due cappelle dedicate a san Girolamo Emiliani e alla Madonna del Rosario furono inglobate nella chiesa, che fu quindi allargata per dare origine alle due navate laterali; al pronao fu aggiunta una quarta arcata e nel 1982 anche una quinta e altre due arcate all'angolo sia a destra sia a sinistra.

## Descrizione

### Esterno

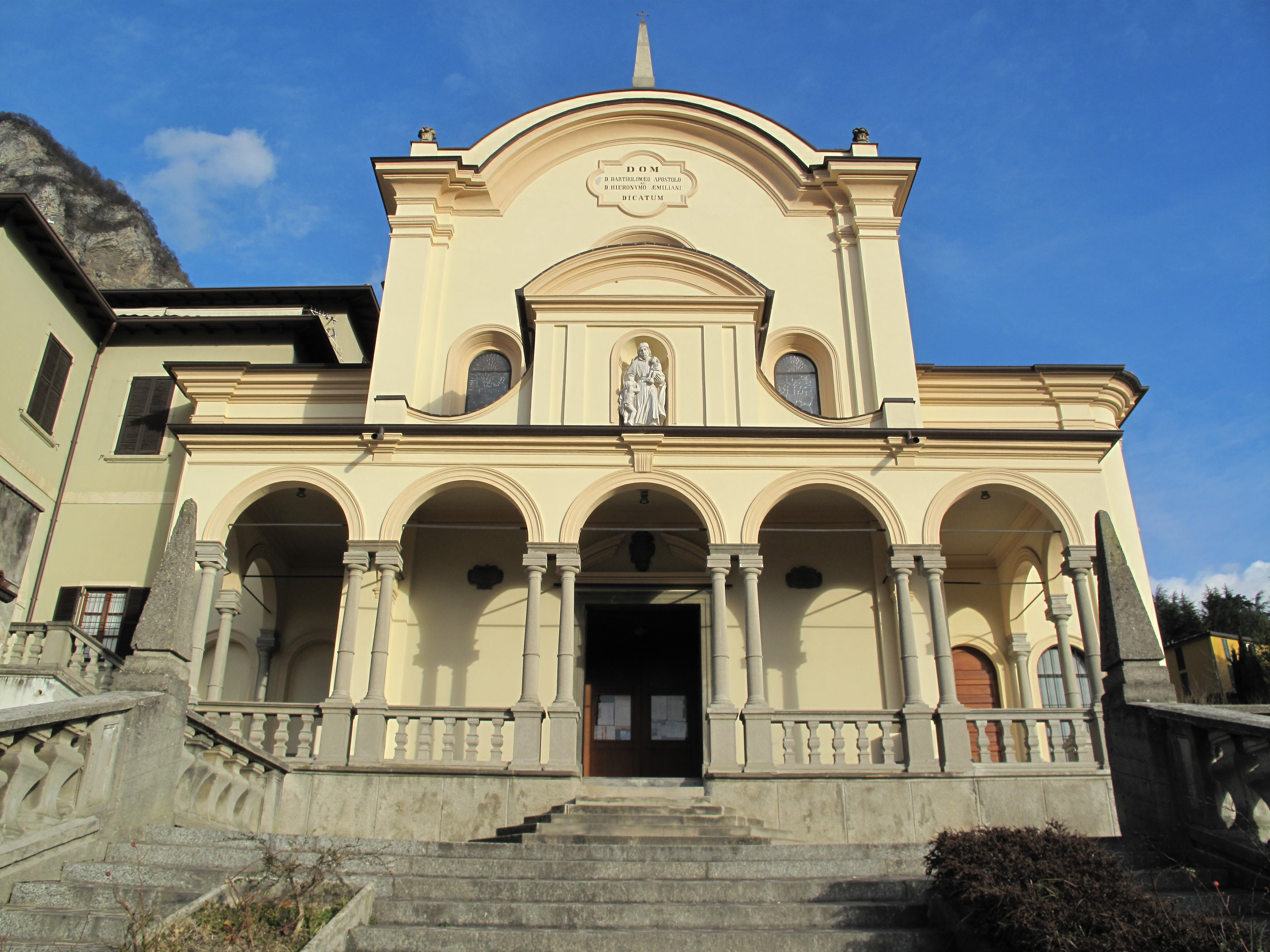
La facciata del santuario

La basilica, orientata con l'abside a est, è a pianta rettangolare e consta di tre navate. Esternamente è circondata da giardini e da ampi piazzali vi si accede da una lunga e ampia scalinata in porfido, che anticipa il sagrato. La facciata in stile barocco, così come il resto dell'edificio, è preceduta da un pronao a cinque arcate, oltre alle due poste sui fianchi, che poggiano su coppie di colonne poste su un basamento soprelevato. Il pronao termina con un frontone sagomato semicircolare con al centro una nicchia, che ospita la statua di san Girolamo Emiliani. La facciata vera e propria, è costituita da un corpo centrale più alto rispetto a quelli laterali che terminano con un cornicione orizzontale. Il corpo centrale ospita un portone d'ingresso rivestito in bronzo che è opera dello scultore Mario Toffetti; le varie formelle di cui è composto rappresentano alcune scene della vita di san Girolamo Emiliani. In alto alla facciata sono presenti due strette vetrate ad arco e un rosone centrale. Il cornicione curvilineo che conclude l'edificio, è sorretto da alcune lesene poste alle sue estremità. Il tetto è a falde e con struttura portante in legno con copertura di tegole.

### Interno

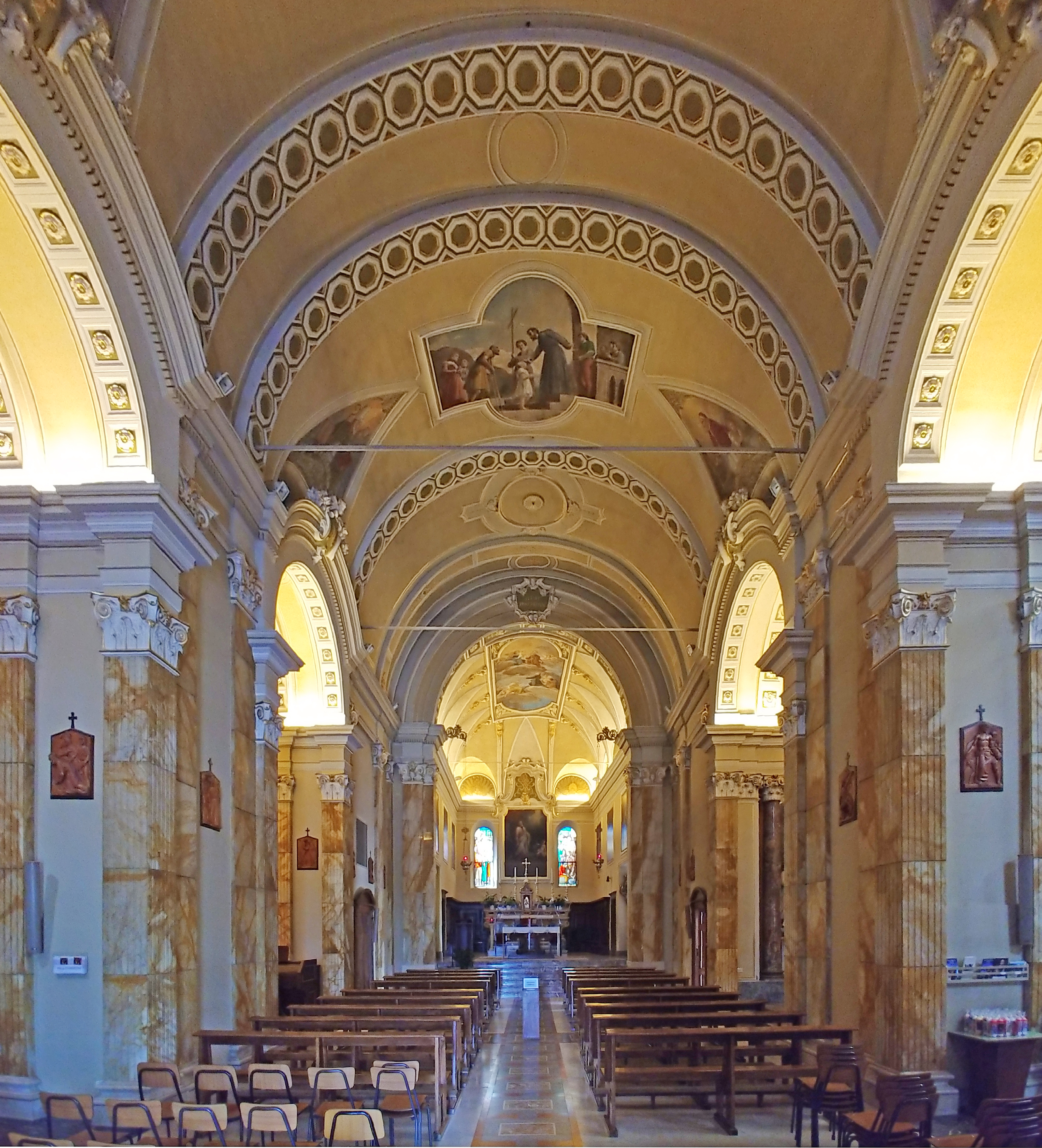
L'interno del santuario

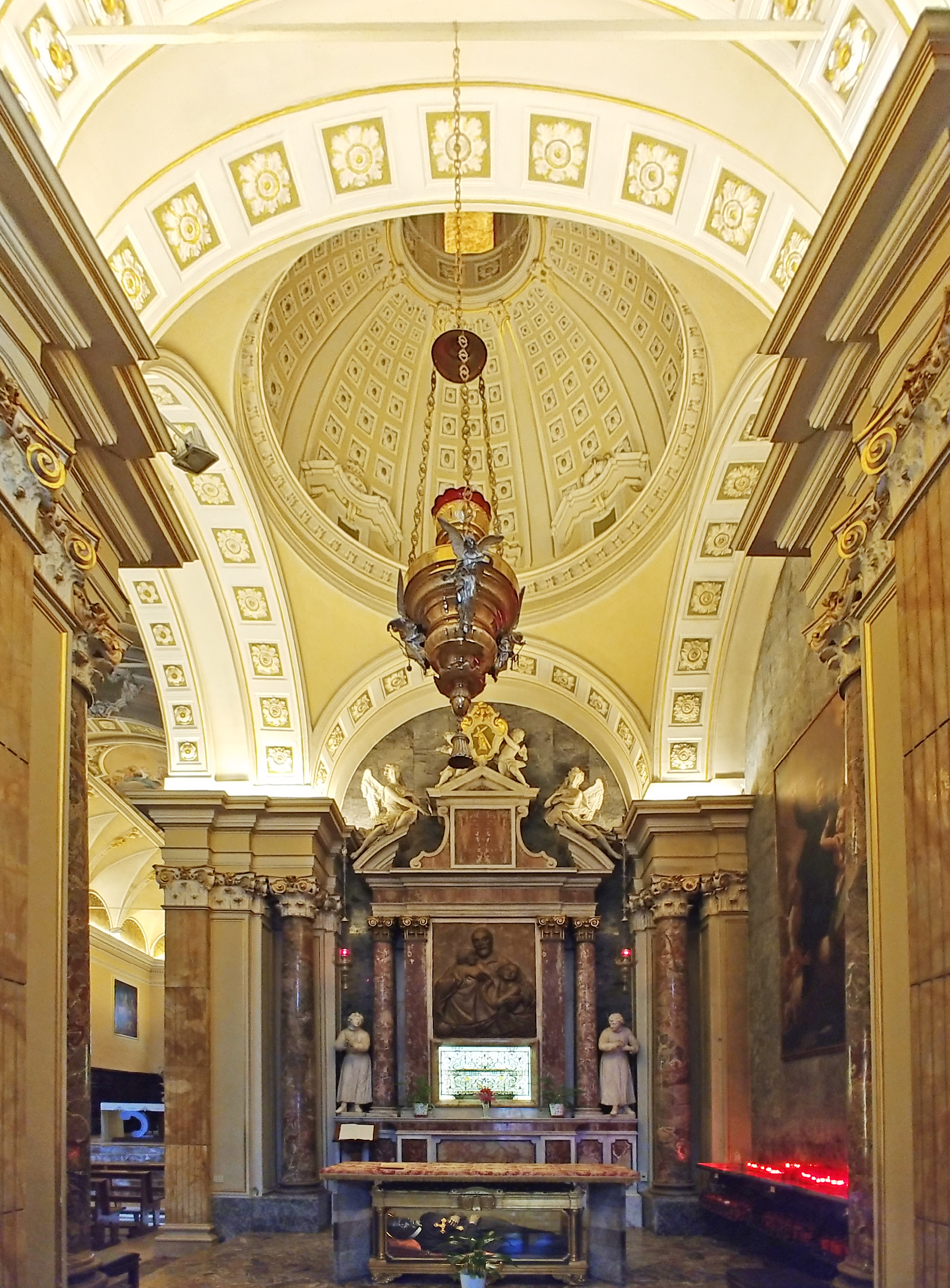
La cappella di san Girolamo Emiliani

Internamente si presenta divisa in tre navate e quattro campate con una navata centrale a botte sorretta da pilastri e due navate laterali coperte da volte a crociera. Su ogni pilastro sono presenti quattro lesene complete di capitelli corinzi. 
Sulla volta della navata centrale sono narrate tre vicende della vita del santo titolare, partendo dall'ingresso sono: San Girolamo Emiliani, due compagni e l'angelo custode, Gloria di san Girolamo Emiliani e San Girolamo e i poveri. 
Sulla cantoria in controfacciata si trova l'organo a canne, a trasmissione elettrica e con 22 registri su due manuali e pedale. Nella terza campata sono presenti due altari, quello a sinistra dedicato alla Madonna del Rosario contiene una statua, posta nella nicchia sopra all'altare, ornata da quindici ovali che rappresentano i misteri del rosario che sono opera del pittore bergamasco Carlo Ceresa. L'altare sulla destra invece venne costruito tra il 1754 e il 1757, è dedicato a san Girolamo Emiliani e qui nel 1767, in occasione della canonizzazione del santo, vennero riposte le sue reliquie. I resti del santo sono posti al di là di una grata, in una preziosa urna d'argento del 1867, cesellata dai Martinitt di Milano, sopra la quale si trova un altorilievo in bronzo raffigurante San Girolamo che abbraccia due orfanelli, opera dello scultore Alberto Ceppi, mentre sotto l'altare una statua in bronzo raffigura san Girolamo Emiliani. Nella quarta campata sono posti due ingressi. Il presbiterio, di pianta rettangolare, è rialzato di sei gradini ed è coperto da volta a botte, qui si trova l'altare maggiore in stile barocco, presenta una policromia di marmi e al di sopra di esso è collocato un quadro del 1619 raffigurante san Girolamo Emiliani (all'epoca solo beato) in preghiera. Alla sinistra dell’altare si apre l'antico sepolcro di san Girolamo Emiliani, detto scurolo. In esso sono presenti anche le ossa di padre Vincenzo Gambarana, compagno di san Girolamo, e di padre Evangelista Dorati, uno dei primi padri generali dell'ordine somasco. Nello scurolo si trova uno dei ritratti più antichi del santo. Il coro è coperto da un catino e i dipinti che lo adornano sono ancora opera di Carlo Ceresa, sono inoltre presenti due nicchie contenenti reliquie.
Le opere di Carlo Ceresa conservate nella chiesa sono: Misteri del santo Rosario , San Girolamo invoca la Maddalena, Madonna invocata da san Filippo Neri e sant'Antonio da Padova, San Bartolomeo estatico e i dottori della Chiesa, Sacra famiglia con san Giovannino.